# Liste ausgestorbener Tiere und Pflanzen

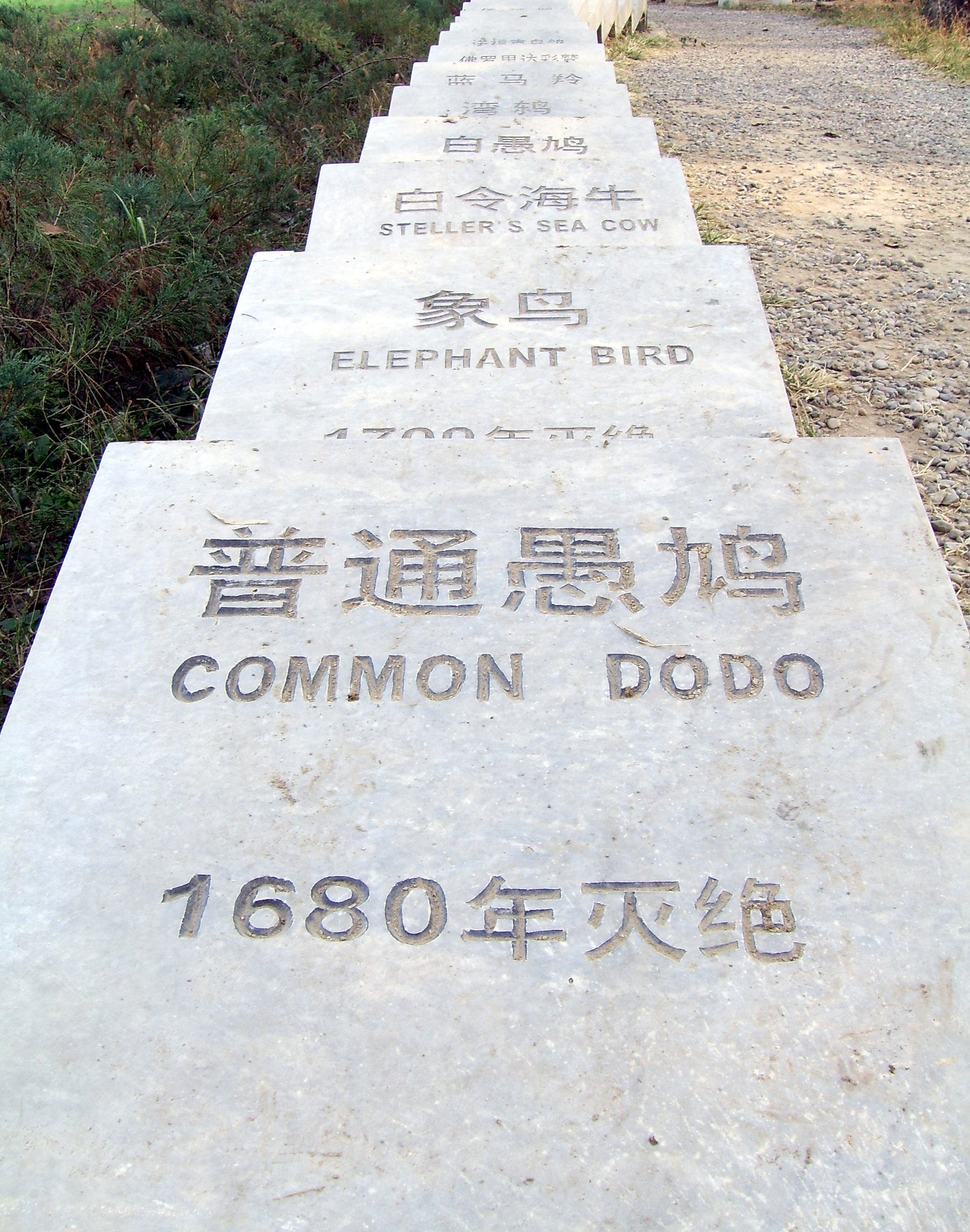
„Friedhof der ausgestorbenen Tiere“ im Beijing David's Deer Park Museum

Nach Schätzungen von Wissenschaftlern sind im Verlauf der gesamten Evolution etwa 5 – 50 Milliarden Arten ausgestorben, was über 99,9 Prozent aller jemals entstandenen Arten entspricht. Die gegenwärtige Biodiversität wird auf 10 – 14 Millionen Arten geschätzt.
In dieser Liste werden in prähistorischer Zeit ausgestorbene Tiere (Dinosaurier, Mammut und Ähnliche) und Pflanzen nicht aufgenommen, sondern nur solche, die in historischer Zeit ausstarben und relativ prominent sind. Die meisten wurden direkt (Jagd) oder indirekt (Habitatvernichtung, Einfuhr oder Einschleppung fremder Arten) durch den Menschen ausgerottet.

## Ausgestorbene Tierarten

### Säugetierarten
siehe: Liste der neuzeitlich ausgestorbenen Säugetiere
- Archaeoindris fontoynonti
- Riesenfingertier (Daubentonia robusta)
- Hadropithecus
- Megaladapis edwardsi
- Mesopropithecus
- Pachylemur

#### Säugetierunterarten
- Syrischer Halbesel (Equus hemionus anatoliensis)
- Quagga (Equus quagga quagga)

### Vögel

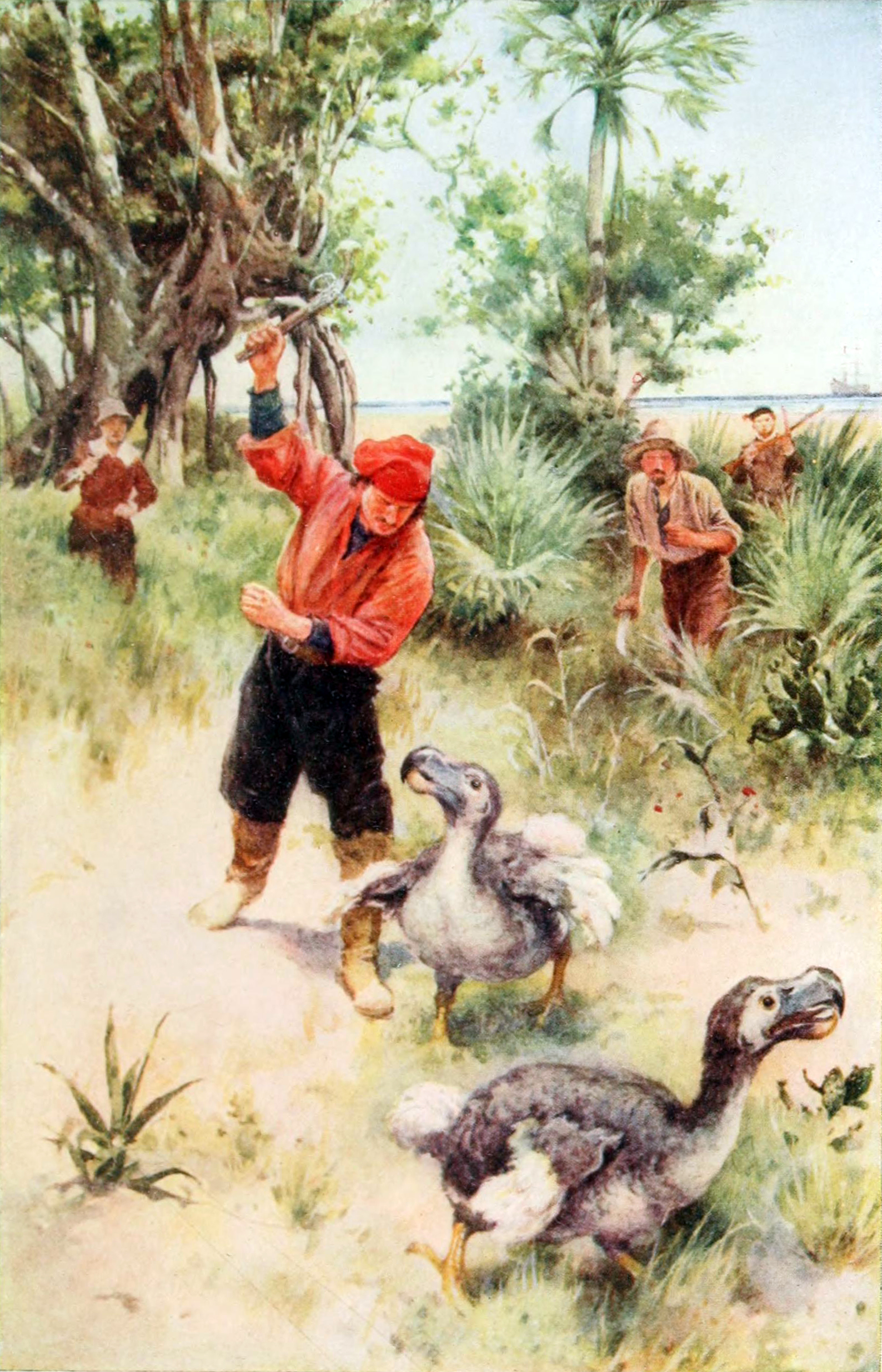
Niederländische Segler, die Dodos verfolgen (aus dem Buch „Pioneers in South Africa“ von Sir Harry Johnston, um 1914)

siehe: Liste der neuzeitlich ausgestorbenen Vögel
- Spätquartäre Avifauna – für Vögel die (meist) vor 1500 aber nach 40.000 vor Christus ausgestorben sind

### Fische
siehe: Liste der neuzeitlich ausgestorbenen Fische
- Langkiefer-Maräne (Coregonus alpenae)
- Gravenche (Coregonus hiemalis)
- Tiefwassermaräne (Coregonus johannae)
- Kurznasen-Maräne (Coregonus reighardi)
- Utah-Groppe (Cottus echinatus)
- Tecopa-Kärpfling (Cyprinodon nevadensis calidae)
- Weißstreifen-Fundulus (Fundulus albolineatus) (Status umstritten)
- Amistad-Kärpfling (Gambusia amistadensis)
- Lepidomeda altivelis
- Amanto (Orestias cuvieri)
- Neuseeländischer Forellenhechtling (Prototroctus oxyrhynchus)
- Blauer Glasaugenbarsch (Sander vitreus glaucus, ehemals Stizostedion vitreum glaucum)
- Galápagos-Riffbarsch (Azurina eupalama) (zuletzt 1983 gesehen)
- Rhizosomichthys totae (zuletzt 1957 gesehen)
- Alburnus danubicus (zuletzt 1943 gesehen)

### Amphibien
siehe: Liste der neuzeitlich ausgestorbenen Amphibien
- Goldkröte (Bufo periglenes)
- Magenbrüterfrösche (Rheobatrachus)

### Reptilien
siehe: Liste der neuzeitlich ausgestorbenen Reptilien
- Roosevelts Anolis (Anolis roosevelti)
- Cylindraspis
- Rodrigues-Riesengecko (Phelsuma gigas)
- Rodrigues-Taggecko (Phelsuma edwardnewtoni)
- Podarcis lilfordi rodriquezi Unterart der Balearen-Eidechse in der Bucht von Mao.
- Tarentola albertschwartzi, Riesengecko von der Insel Jamaica
- Galápagos-Riesenschildkröten Unterart Chelonoidis nigra abingdoni – am 24. Juni 2012 starb das letzte Exemplar namens Lonesome George

### Insekten
siehe: Liste der neuzeitlich ausgestorbenen Insekten
- Tobias-Köcherfliege (Hydropsyche tobiasi) – bis ca. 1938 am Mittelrhein vorgekommen
- St.-Helena-Riesenohrwurm (Labidura herculeana) – größter Ohrwurm der Welt, seit 1967 nicht mehr gesichtet.
- Lycaena dispar dispar – Britische Unterart des Großen Feuerfalters
- Mecodema punctellum
- Felsengebirgsschrecke (Melanoplus spretus)
- Aplothorax burchelli, Riesenlaufkäfer von St. Helena. Zuletzt 1967 gesehen.
- Agrotis laysanensis, Eulenfalter von Laysan. Zuletzt 1911 gesehen.
- Urania sloanus, Uraniafalter von Jamaika. Zuletzt 1894 oder 1895 gesehen.

### Weichtiere
siehe: Liste der neuzeitlich ausgestorbenen Weichtiere
- Achatinella buddii lebendgebärende Baumschneckenart, endemisch auf Oahu, zuletzt 1900 gesehen.
- Achatinella spaldingi lebendgebärende Baumschneckenart, endemisch auf Oahu, zuletzt 1938 gesehen.
- Partula turgida, Schneckenart von Raiatea, das letzte Exemplar starb 1996 im Londoner Zoo.
- Partula arguta, Schneckenart von Huahine, das letzte Exemplar starb 1995 im Londoner Zoo.

### Sonstige Tierarten
siehe: Liste der neuzeitlich ausgestorbenen Tiere
- Rhinodrilus fafner, ein Riesenwurm aus Brasilien, nur durch den Holotypus von 1918 bekannt.
- Lake-Pedder-Regenwurm (Hypolimnus pedderensis), ein Regenwurm aus der Gattung Hypolimnus, bekannt ist nur der Holotypus, 1971 gefunden auf Tasmanien

## Ausgestorbene Pflanzenarten
siehe: Liste der neuzeitlich ausgestorbenen Pflanzen und Pilze
- Acacia kingiana, nur vom Holotypus von Western Australia aus dem Jahre 1923 bekannt
- Acalypha rubrinervis, das letzte Exemplar wurde im Jahr 1855 auf St. Helena entdeckt, welches im Jahr 1870 einging
- Achyranthes atollensis, 1964 zuletzt auf dem Kure-Atoll nachgewiesen
- Knoblauch (Allium sativum), die Wildform[2]
- Deutscher Bertram (Anacyclus officinarum), um 1888 soll nur noch ein einziger Bauer bei Magdeburg die Pflanze gezogen haben
- Anonidium usambarense, nur von einer einzigen Sammlung aus dem Jahr 1910 in Tansania bekannt
- Argocoffeopsis lemblinii, nur vom Holotyp bekannt, welcher im Januar 1907 in der Elfenbeinküste gesammelt werden konnte
- Argyroxiphium virescens, zuletzt  auf Maui im Jahr 1945 nachgewiesen
- Begonia eiromischa, wurde zuletzt im Jahr 1898 auf Malaysia nachgewiesen
- Blutaparon rigidum, konnte nur zwei Mal auf der Insel San Salvador gesammelt werden, zuletzt im Jahr 1906
- Bonatea lamprophylla, dürfte im Jahr 2003 in Mosambik zuletzt gesichtet worden sein
- Clermontia multiflora, konnte nur im Jahr 1870 auf Maui und Oʻahu gesammelt werden
- Cyanea comata, konnte nur ein einziges Mal im Jahr 1874 auf Maui gesammelt werden
- Campomanesia lundiana, konnte nur ein einziges Mal im Jahr 1825 in Brasilien gesammelt werden
- Cyanea arborea, wurde zuletzt im Jahr 1928 auf Maui gesammelt
- Cyanea giffardii, konnte nur ein einziges Mal im Jahr 1917 auf Hawaii gesammelt werden
- Cyanea linearifolia, wurde zuletzt im Jahr 1957 auf Kauaʻi gesichtet
- Cyanea longissima, wurde zuletzt im Jahr 1927 auf Maui gesichtet
- Cyanea pohaku, konnte nur ein einziges Mal im Oktober 1910 auf Maui gesammelt werden; schon acht Jahre später war dem Entdecker der Art klar, dass die Art ausgestorben sein muss
- Cyanea quercifolia, konnte nur ein einziges Mal im Jahr 1870 auf Maui gesammelt werden
- Silphium (Ferula historica), Sylphion, Silphion, Laserpitium; dürfte um etwa 50 n. Chr. ausgestorben sein[2]
- Flabellidium spinosum, nur von einem einzigen Fund im Jahr 1911 in Bolivien bekannt
- Übersehenes Filzkraut (Filago neglecta), zuletzt gegen 1930 in Lothringen nachgewiesen
- Langläuferiges Habichtskraut (Hieracium longistolonosum), Mikroendemit der Tegernheimer Berge und am Scheibelberg bei Regensburg, zuletzt 1937 belegt
- Haplostachys bryanii, wurde im Jahr 1918 auf Molokaʻi zuletzt gesichtet
- Heliotropium pannifolium, nur vom Holotypus von der Insel St. Helena aus dem Jahre 1810 bekannt.
- Hibiscadelphus bombycinus, wurde auf Hawaii vor 1868 zuletzt gesichtet
- Hibiscadelphus crucibracteatus, ein einziger Baum wurde im Jahr 1981 auf Lānaʻi entdeckt, der aber im Jahr 1985 abgestorben ist; Samen konnten gesammelt werden, es hat aber keiner gekeimt
- Kokia lanceolata, wurde im Jahr 1888 oder 1870 zuletzt auf Oʻahu esichtet
- Lobelia remyi, konnte nur ein einziges Mal in den frühen 1850er-Jahren auf Oʻahu gesammelt werden
- Melicope obovata, wurde vor dem Jahr 1921 zuletzt auf Maui gesammelt
- Myrcia neocambessedeana, konnte nur ein einziges Mal im Jahr 1825 in Brasilien gesammelt werden
- Myrcia skeldingi, wurde im Jahr 1972 zuletzt auf Jamaika gesichtet
- St.-Helena-Olivenbaum (Nesiota elliptica), auf St. Helena in der Wildnis 1994, in der Kultivierung 2003 ausgestorben
- Oeceoclades seychellarum, konnte nur ein einziges Mal im Mai 1902 auf Mahé gesammelt werden
- Pyramiden-Spiralpalme (Pandanus pyramidalis), das letzte bekannte Exemplar starb im Jahr 1996 auf Mauritius
- Pradosia glaziovii, konnte nur zwei Mal im 19. Jahrhundert in Brasilien gesammelt werden
- Roystonea stellata, konnte nur ein einziges Mal im Jahr 1939 auf Kuba gesammelt werden
- Ryania speciosa var. mutisii, diese Unterart der in Südamerika häufigen Art Ryania speciosa wurde um 1808 zuletzt gesichtet
- Juan-Fernández-Sandelbaum (Santalum fernandezianum), wurde im Jahr 1908 auf der Insel Robinson Crusoe zuletzt gesichtet
- Bodensee-Steinbrech (Saxifraga oppositifolia ssp. amphibia), starb in den 1960er-Jahren in der Schweiz aus
- Sterculia khasiana, wurde im Jahr 1877 in Indien zuletzt gesammelt
- Streblorrhiza speciosa, gilt seit den 1830er-Jahren als ausgestorben, war auf Phillip Island endemisch
- Vanvoorstia bennettiana, konnte nur zwei Mal gesammelt werden, zuletzt im Jahr 1886 in New South Wales
- Vernonia sechellensis, konnte nur ein einziges Mal im Jahr 1874 auf Mahé gesammelt werden
- Weinmannia spiraeoides, nur vom Holotypus von der Fidschi-Insel Ovalau aus dem Jahre 1840 bekannt.
- Polystichum fuentesii, nur vom Holotypus von der Osterinsel aus dem Jahre 1911 bekannt.